# Der Liebhaber (1992)
Der Liebhaber (französischer Originaltitel: L’Amant) ist ein Filmdrama von Regisseur Jean-Jacques Annaud aus dem Jahr 1992. Der Film basiert auf der gleichnamigen autobiografischen Erzählung von Marguerite Duras von 1984.

## Handlung
Französisch-Indochina in den späten 1920er-Jahren: Nach dem Ende der Schulferien kehrt eine fünfzehnjährige Französin nach Saigon zurück, wo sie ein Pensionat besucht. Auf der Fähre über den Mekong begegnet sie einem 17 Jahre älteren, gutaussehenden und offensichtlich wohlhabenden Chinesen.
Trotz oder vielleicht gerade wegen ihrer Gegensätze fühlen sich die beiden unwiderstehlich zueinander hingezogen, und es entwickelt sich eine leidenschaftliche Affäre, die zur Zeit der französischen Kolonialherrschaft in Indochina, dem heutigen Vietnam, völlig inakzeptabel ist.
Als die Mutter von der Liaison ihrer Tochter mit dem Chinesen erfährt, versucht sie zunächst, den Kontakt zu unterbinden. Da sich die Familie aber durch die Spielschulden des opiumsüchtigen Bruders des Mädchens in einer Notlage befindet, wird die Beziehung schließlich aufgrund der finanziellen Unterstützung durch den Liebhaber stillschweigend hingenommen.
Dem ungleichen Paar bleibt eine gemeinsame Zukunft aber dennoch verwehrt. Die Familie des Chinesen verheiratet ihn standesgemäß, und das Mädchen kehrt mit seiner Familie nach Frankreich zurück.

## Hintergrund
Auf der Suche nach einer geeigneten Darstellerin für die Rolle des jungen Mädchens startete Annaud Castingaufrufe in Großbritannien, Frankreich und den USA, besuchte Schauspielschulen und durchblätterte unzählige Zeitschriften. Nachdem Hunderte von ambitionierten jungen Schauspielerinnen vorgesprochen hatten und keine richtig überzeugen konnte, machte Annauds Frau Laurence den Regisseur auf ein Foto der damals 17-jährigen Jane March auf dem Cover der Zeitschrift Just Seventeen von September 1990 aufmerksam. Annaud über seine Hauptdarstellerin: „Die meisten Mädchen in diesem Alter verfügen nicht über diese Ambiguität. Sie haben gute Zähne und ein nettes Lächeln. [March dagegen] hatte eine Vergangenheit in ihren Augen.“
Zwischen Duras und dem Regisseur kam es wegen der Verfilmung zu heftigen Spannungen. Die Autorin lehnte Annauds Inszenierung ihres Romans ab, da das Drehbuch nicht der Wirklichkeit entspräche und der Film jedes Detail enthülle. Duras’ eigenen Drehbuchentwurf unter dem Titel L’Amant de la Chine du Nord (1991) erklärte Annaud hingegen als unverfilmbar. Am Ende zeigte sich der Regisseur beleidigt, weil er für die Umsetzung der Romanvorlage keine Mühen gescheut und sogar einen Ozeandampfer originalgetreu hatte umbauen lassen; die Autorin fühlte sich um ihre Geschichte, ihren „Liebhaber“ betrogen.
Die Dreharbeiten dauerten fünf Monate und fanden in Ho-Chi-Minh-Stadt und Paris statt. Aus Gründen der besseren Infrastruktur und Versorgung hatten die Produzenten zunächst in Erwägung gezogen, den Film in Thailand, Malaysia oder auf den Philippinen zu drehen, schließlich entschied man sich aber zugunsten der Authentizität doch für Vietnam. Der Liebhaber war der erste westliche Film, der seit der Wiedervereinigung im Jahre 1976 in Vietnam gedreht wurde. Die vietnamesische Regierung begrüßte die Dreharbeiten und stellte der 60-köpfigen Filmcrew sogar einen Helikopter zur Verfügung, verlangte im Gegenzug aber auch Einblick ins Szenenbuch und verweigerte die Drehgenehmigung für die Sexszenen, die deshalb in Paris gefilmt wurden. Zudem befand sich während der gesamten Filmarbeiten ein Regierungsvertreter am Set. Der für die Schlussszene benutzte Ozeandampfer wurde eigens für den Film von Zypern in den Hafen von Ho-Chi-Minh-Stadt gebracht.
Der Film feierte seine Weltpremiere am 22. Januar 1992 in Frankreich und erschien am 26. März 1992 in den deutschen Kinos.
Weil die Nahaufnahmen während der Sexszenen sehr echt wirken, wurde von der britischen Presse spekuliert, dass die beiden Hauptdarsteller den Geschlechtsakt tatsächlich vor der Kamera praktiziert hätten, und Jane March erhielt den Spitznamen „The Sinner from Pinner“ (zu dt.: „Die Sünderin von Pinner“; Pinner ist der Londoner Vorort, in dem March aufgewachsen war).
March und ihrer Familie machte diese Berichterstattung so schwer zu schaffen, dass sie vorübergehend untertauchten, um von den Schlagzeilen Abstand zu gewinnen. Mit der Äußerung „Ob es simuliert oder echt ist, spielt für mich keine Rolle“, gebot Regisseur Annaud den Spekulationen zunächst wenig Einhalt, erst später wies er sämtliche Mutmaßungen als unwahr zurück.
March sagte zu einem späteren Zeitpunkt: „Die Andeutung [Annauds], ich hätte während der Dreharbeiten tatsächlich mit Tony Leung Ka-Fai geschlafen, war eine widerwärtige Behauptung. [Annaud] versuchte damit, Werbung für seinen Film zu machen. Heutzutage würde ich anders mit dieser Sache umgehen, aber damals, als ich fast noch ein Kind war, war das Ganze sehr, sehr schwer für mich. Ich fühlte mich von ihm ausgenutzt. […] Danach hatten Jean-Jacques Annaud und ich mehrere Jahre lang keinen Kontakt mehr.“
In der Originalversion des Films gehört die Stimme der Erzählerin der Schauspielerin Jeanne Moreau.

## Auszeichnungen und Nominierungen (Auswahl)
Bambiverleihung 1992:
- Beste Hauptdarstellerin

Oscarverleihung 1993:
- Nominierung in der Kategorie: Beste Kamera

César 1993:
- Beste Filmmusik

- Nominierung in den Kategorien: Beste Kamera, Beste Kostüme, Bestes Szenenbild, Bester ausländischer Film

## Synchronisation
| Rolle              | Darsteller           | Deutscher Sprecher    |
| ------------------ | -------------------- | --------------------- |
| das junge Mädchen  | Jane March           | Bianca Krahl          |
| der Chinese        | Tony Leung Ka-fai    | Uwe Büschken          |
| Mutter             | Frédérique Meininger | Barbara Adolph        |
| älterer Bruder     | Arnaud Giovaninetti  | Nicolas Böll          |
| jüngerer Bruder    | Melvil Poupaud       |                       |
| Helène Lagonelle   | Lisa Faulkner        |                       |
| Vater der Chinesen | Xiem Mang            |                       |
| Erzählerin         | Jeanne Moreau        | Eva Katharina Schultz |

## Rezensionen
„Kameramann Robert Fraisse komponiert jede einzelne Einstellung mit Hingabe. Die Panoramaaufnahmen Saigons und des Mekongs sind hinreißend wie Gemälde. Die Ausstattung von Hoang Thanh At zaubert eine Atmosphäre, die das exotische Flair der Kolonialstadt spürbar macht. Die zahlreichen Liebesszenen mögen manchen Zuschauer sicherlich unterfordern. Annaud hat aus Duras bekanntestem Buch nicht gerade einen intellektuellen Film gedreht. Aber es ist ihm gelungen, das Gefühl einer ersten leidenschaftlichen – aber verbotenen – Liebe einzufangen.“

„Wenn in Annauds Film, im Fond der schwarzen Limousine, die Hände von Jane March und Tony Leung sich berühren, eine der vielleicht erotischsten, weil noch alles versprechenden Szenen, dann ist der Verrat besiegelt. Es ist ein fast selbstverständlicher Verrat an Marguerite Duras’ Geschichte, unumgänglich, vielleicht sogar notwendig. Denn Jean-Jacques Annaud hatte es ja nicht nur […] aufzunehmen mit einer Romanvorlage und wiederum einem Bestseller, sondern mit den realen Erinnerungen seiner Autorin.“

„[…] Der nächste Akt muß ein Erdbeben im Schneideraum überstanden haben. Jetzt reißt die Heftigkeit schon Körperteile auseinander. Im dramatischen Schnitt verroht die Liebe. […] Lautloser Abschied am Hafen: ein schwarzer Dampfer und eine schwarze Limousine entfernen sich voneinander. Der Pazifik gerät zwischen sie. Der Rest ist eine Rauchfahne. Gnädig senkt sie sich über diese leidenschaftslose Affäre einer Nymphe und eines Phantoms.“

„Penetrant ist, wie in üblicher Weise Armut und Reichtum in pittoreskem Outfit gegeneinander abgesetzt sind. Annaud versucht zwar, die Ruhe und Gelassenheit des Milieus und Klimas von Indochina zu belassen, glaubt aber immer wieder die Exotik der Landschaft, das uns Westeuropäern Fremdartige besonders betonen zu müssen.“